# عديمات الدروع
عديمات الدروع (الاسم العلمي: Anaspidesidae)،فصيلة من قشريات المياه العذبة الواطنة في تاسمانيا، أستراليا. تحتوي الفصيلة على 3 أجناسو5 أنواع. تعتبر هذه المجموعة من القشريات مستحاثات حية.